# 1733
1733 (MDCCXXXIII) fue un año común comenzado en jueves según el calendario gregoriano.

## Acontecimientos
- Las tropas de Tahmasp Qolí Jan son derrotadas en Bagdad por las del otomano Topal Osman Pasha.
- John Kay inventa la lanzadera volante.
- Se construye el Manzushri Jiid, un monasterio mongol.
- El 17 de junio ocurre la fundación de la ciudad de San José de Cúcuta, capital del norte de Santander, Colombia, ubicada en la frontera con Venezuela.
- El 2 de julio se estrena en Leipzig el Magnificat en Re mayor BWV 243 de Johann Sebastian Bach.
- El 2 de agosto un terremoto de 7,7 sacude la provincia china de Yunnan dejando decenas de muertes.
- El 28 de agosto se estrena en Nápoles La serva padrona de Pergolesi.
- Firmado el primer pacto de familia entre España y Francia

## Nacimientos
- 16 de enero: Jean Baptiste Antoine Suard, escritor francés (f. 1817)
- 19 de febrero: Daniel Solander, botánico sueco (f. 1782)
- 28 de febrero: Pedro de Usauro Martínez de Bernabé, militar chileno de origen español (f. 1789)
- 13 de marzo: Joseph Priestley, científico inglés, descubridor del oxígeno (f. 1804)

## Fallecimientos
- Giovanni Gerolamo Saccheri
- 29 de marzo: Miguel de Ambiela, compositor español (n. 1666)
- 18 de mayo: Georg Böhm, compositor y organista alemán (n. 1661)
- 11 de noviembre: Gabriel Cano y Aponte, Gobernador de Chile que muere al caer de su caballo.